# Ixelles-sous-Bruxelles
Ixelles-sous-Bruxelles, Haut-Ixelles, Ixelles-Haut, aussi appelé Faubourg de Namur, (en néerlandais : Opper-Elsene) est un des hameaux qui a fusionné pour former la commune d'Ixelles.

## Situation
Ixelles-sous-Bruxelles et Ixelles-le-Vicomte se faisaient face l'un à l'autre, séparés par le Maelbeek, Ixelles-sous Bruxelles étant le village à l'ouest de celui-ci, aux abords de la porte de Namur.

## Histoire
Ce hameau  dépendait du magistrat de Bruxelles et était l'un des faubourgs de Bruxelles faisant partie de la Cuve de Bruxelles.
Ce faubourg se développa dès le XIVe siècle. En 1525, il y avait déjà 500 habitants. La démolition de la porte de Namur en 1785 va faire démarrer un nouvel élan démographique dans ce hameau. La construction de l'église Saint-Boniface fut également un moteur pour l'urbanisation du quartier.